# اچ‌ام‌اس نورث‌آمبرلند (۱۸۶۶)
اچ‌ام‌اس نورث‌آمبرلند (۱۸۶۶) (به انگلیسی: HMS Northumberland (1866)) یک کشتی بود که طول آن ۴۰۰ فوت ۴ اینچ (۱۲۲٫۰ متر) بود. این کشتی در سال ۱۸۶۶ ساخته شد.